# Три ущелья (электростанция)

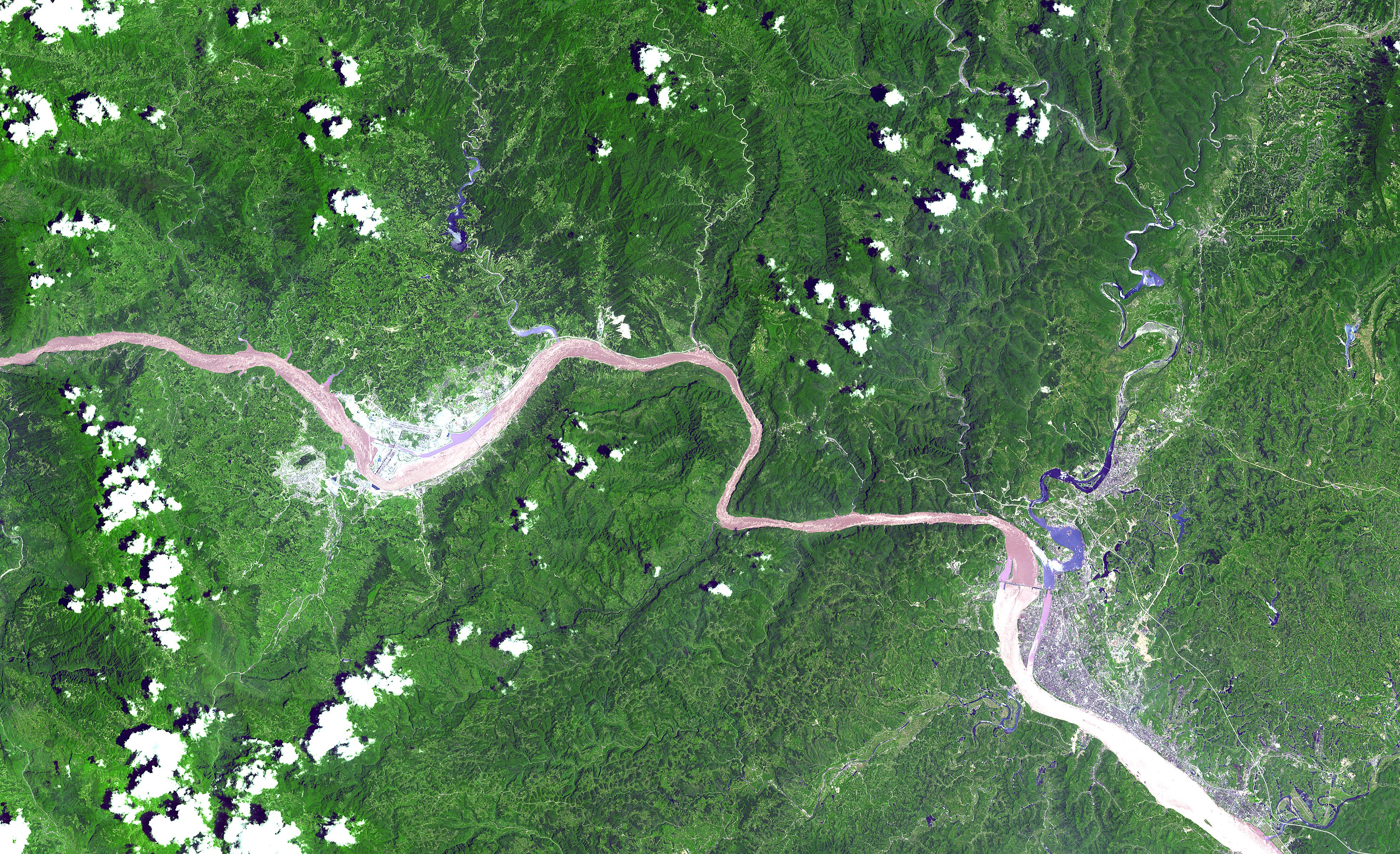
Плотина «Три ущелья» (слева) и плотина «Гэчжоуба» (справа) из космоса

«Три ущелья» (кит. трад. 三峽, упр. 三峡, пиньинь Sānxiá, палл. Санься) — гравитационная плотинная гидроэлектростанция, расположенная на реке Янцзы в провинции Хубэй, Китай. Является крупнейшей в мире электростанцией по установленной мощности в 22,5 ГВт. С 2014 года годовое производство электростанции составляло 90—100 млрд кВт⋅ч. В результате муссона 2020 года с сильными дождями годовое производство достигло рекордных 111,8 млрд кВт⋅ч, что побило предыдущий мировой рекорд ГЭС «Итайпу», равный 103,1 млрд кВт⋅ч от 2016 года.
По состоянию на 2018 год, «Три ущелья» является крупнейшим по массе сооружением мира. Его бетонная плотина, в отличие от «Итайпу», является сплошной и весит более 65,5 млн т. По совокупной стоимости работ «Три ущелья» оценивается в 203 млрд юаней, или около 30,5 млрд долларов, и в рамках проекта поворота китайских рек является пятым по стоимости инвестиционным проектом в мире. Образованное плотиной водохранилище содержит 39,3 км³ воды и является 27-м по объёму в мире. Для его заполнения с прибрежных районов было переселено 1,3 млн человек, что стало самым масштабным переселением в истории для возведения искусственных сооружений. Затраты на переселение людей составили около трети всего бюджета на строительство.
Помимо выработки экологичной электроэнергии (и, как следствие, снижения выброса парниковых газов от ТЭС), плотина защищает нижележащие по течению города от губительных паводков Янцзы. Увеличение глубины реки вверх по течению улучшило также условия судоходства; оборудованный пятью шлюзами гидроузел увеличил местный грузооборот в десять раз. 
У проекта также  имеются и негативные последствия: затопление плодородных земель в областях выше по течению, удержание наносного ила плотиной (и снижение естественной удобряемости земель в нижних районах при прежних ежегодных разливах Янцзы), затопление археологических объектов, повышение риска оползней, снижение биологического разнообразия. При прорыве плотины в зоне затопления окажутся более 360 млн человек, поэтому сам объект и окрестные воды патрулируются армией КНР с использованием вертолётов, дирижаблей, бронемашин и роботов для разминирования взрывных устройств.

## История
Идея строительства большой плотины на реке Янцзы была первоначально высказана ещё в 1919 году премьер-министром Гоминьдана Сунь Ятсеном (в труде «Международное развитие Китая»). Он заявил что в районе Трех ущелий плотина способна генерировать мощность в 30 млн лошадиных сил (22 ГВт). В 1932 году правительство Китайской республики, возглавляемое Чан Кайши, начало предварительную работу над планами строительства плотины. В 1939 году во время Японо-Китайской войны Японские военные силы заняли округ Ичан и осмотрели этот район. Японский проект плотины был завершён и для начала его реализации ожидалась лишь победа над объединённым Китаем .
В 1944 году главный инженер-конструктор Американского комитета по мелиорации Джон Сэвидж обследовал район Трёх ущелий и разработал предложение о строительстве плотины. Около 54 китайских инженеров отправились в США для обучения. Были проведены обследования местности, некоторые экономические и прочие исследования; была выполнена проектная работа. Но правительство свернуло работы в 1947 году из-за начавшейся в Китае гражданской войны.
В 1949 году, после победы коммунистов, Мао Цзэдун поддержал идею строительства плотины в Трех ущельях. Но, учитывая последствия гражданской войны и состояние промышленности, страна в то время не могла себе позволить такой масштабный проект. 
В 1970 году началось строительство меньшей ГЭС «Гэчжоуба» чуть ниже по течению реки; а после смерти Мао Цзэдуна, в связи с бурным ростом экономики КНР в конце 1970-х годов, идеи о гигантской плотине начали воплощаться в реальность. 1988 году ГЭС «Гечжоуба» была достроена, став первым крупным гидротехническим проектом КНР на реке Янцзы. Впоследствии, в 1990-х и 2000-х годах все доходы от производства электроэнергии ГЭС «Гечжоуба» пошли на финансирование строительства её младшего брата — ГЭС «Три ущелья». 
В 1992 году Национальный народный парламент Китая одобрил строительство плотины: из 2633 делегатов 1776 проголосовали за, 177 проголосовали против, 664 воздержались, а 25 членов не голосовали. Строительство началось 14 декабря 1994 года. Ожидалось, что ГЭС будет полностью работоспособна к 2009 году, но дополнительные проекты, такие как подземный блок гидроагрегатов, отложили срок официального завершения строительства до мая 2012 года. К октябрю 2010 года уровень воды в водохранилище поднялся до расчётного в 175 м над уровнем моря. В январе 2016 был открыт последний элемент гидроузла — судоподъемник для пассажирских судов массой до 3 тысяч тонн.

## Состав ГЭС
Состав сооружений ГЭС:
1. гравитационная бетонная плотина длиной 2309 м и высотой 181 м;
2. левобережное приплотинное здание ГЭС с 14 гидроагрегатами;
3. правобережное приплотинное здание ГЭС с 12 гидроагрегатами;
4. правобережное подземное здание ГЭС с 6 гидроагрегатами;
5. двухниточный пятиступенчатый судоходный шлюз (в основном предназначен для грузовых судов, время прохода шлюзов около 4 часов, размеры камер 280×35×5 м);
6. судоподъёмник (в основном предназначен для пассажирских судов, грузоподъёмность 3 000 т, время подъёма/спуска 10 мин, прохода — 30 мин)

Плотина длиной 2309 м и высотой 181 м от скального основания, сделана из бетона и стали. В проекте использовано 27,2 млн м³ бетона (рекордное количество для одного проекта), 463 тысяч тонн стали и перемещено около 102,6 млн м³ земли.
В трёх зданиях ГЭС размещены 32 радиально-осевых гидроагрегата мощностью по 700 МВт при расчётном напоре 80,6 м. Также введены в строй два генератора для собственных нужд станции, мощностью по 50 МВт. После добавления подземного машинного зала в 2012 году количество вырабатываемого электричества в год в большей степени зависит от размера паводка на Янцзы, сработку которого позволяют дополнительные электрогенераторы.
Напорные сооружения ГЭС образуют крупное водохранилище площадью 1045 км², полезной ёмкостью 22 км³. При его создании было затоплено 27 820 га обрабатываемых земель, под воду ушли города Ваньсянь и Ушань. Максимально допустимая высота верхнего бьефа над уровнем моря (НПУ), равная 175 м, была впервые достигнута в 2010 году. Водохранилище может срабатываться до 145 м. Высота нижнего бьефа над уровнем моря составляет 66 м. Таким образом, напорный уровень в течение года изменяется от 79 м до 109 м, максимум достигается в сезон летних муссонов. Гидроузел оборудован водосбросом пропускной способностью 116 000 м³/сек.

## Финансирование проекта
Изначально правительство оценило стоимость проекта «Три ущелья» в 180 млрд ¥ (26,9 млрд $). К концу 2008 года расходы достигли 148,365 млрд ¥, из которых 64,613 млрд ¥ было потрачено на строительство, 68,557 млрд ¥ — на пособия пострадавшим жителям и их перемещение и 15,195 млрд ¥ — на выплаты по кредитам. В 2009 году было установлено, что стоимость плотины окупится, когда она произведёт 1000 ТВт·час электроэнергии, что по ценам на электроэнергию в Китае составляет 250 млрд ¥. Расчётный срок окупаемости составлял 10 лет после начала полной работы плотины, однако ГЭС «Три ущелья» полностью себя окупила к 20 декабрю 2013 года — через 4 года после пуска первых турбин и через год после официального ввода в эксплуатацию.
Источниками финансирования плотины явились: Фонд строительства «Трех ущелий», доход от ГЭС «Гэчжоуба», займы от Китайского банка развития, займы от Китайских и иностранных коммерческих банков, Корпоративные облигации, доход, полученный от самой плотины до и после её полного ввода в эксплуатацию. Также были установлены дополнительные сборы: в каждой провинции, получающей электроэнергию от ГЭС «Три ущелья», была установлена надбавка в 7 ¥ за МВт·ч, во всех остальных провинциях, за исключением Тибетского автономного округа, надбавка составила 4 ¥ за МВт·час.

## Экономическое значение
ГЭС «Три ущелья» имеет огромное значение для экономики Китая, обеспечив покрытие годового роста потребления электроэнергии. Электростанция вместе с ГЭС Гэчжоуба в нижнем бьефе стала центром объединённой энергосистемы Китая. Изначально ожидалось, что ГЭС будет покрывать 10 % потребностей Китая в электричестве. Однако за 20 лет строительства потребление электроэнергии росло опережающими темпами, поэтому в 2012 году оказалось, что ГЭС вырабатывает лишь 1,7 % всей китайской электроэнергии (98,1 из 4692,8 ТВт·ч).
Плотина регулирует водный режим Янцзы, губительные паводки на которой за последние 2000 лет происходили более 200 раз. В XX веке катастрофические разливы реки стали причиной гибели около полумиллиона человек. В 1991 году ущерб от буйства водной стихии составил 250 млрд ¥ (что сопоставимо со стоимостью строительства самой ГЭС), а наводнение 2010 года уже не привело к жертвам и сколь-нибудь значительному ущербу. Таким образом, водосброс и сама плотина начали успешно справляться с возложенными на них функциями регулятора водного режима.
Оборудование гидроузла шлюзами и образование водохранилища улучшило условия судоходства в этой части Янцзы. Грузооборот на данному участке увеличился в 5—10 раз (с 10—18 млн т в год до 100 млн т в год), при этом цены на транспортировку снизились более чем на треть. Данные факты в немалой степени поспособствовали бурному экономическому развитию западных (относительно плотины) районов Китая, в первую очередь многомиллионного города Чунцина.

## Производство и распределение электроэнергии

### Генераторы

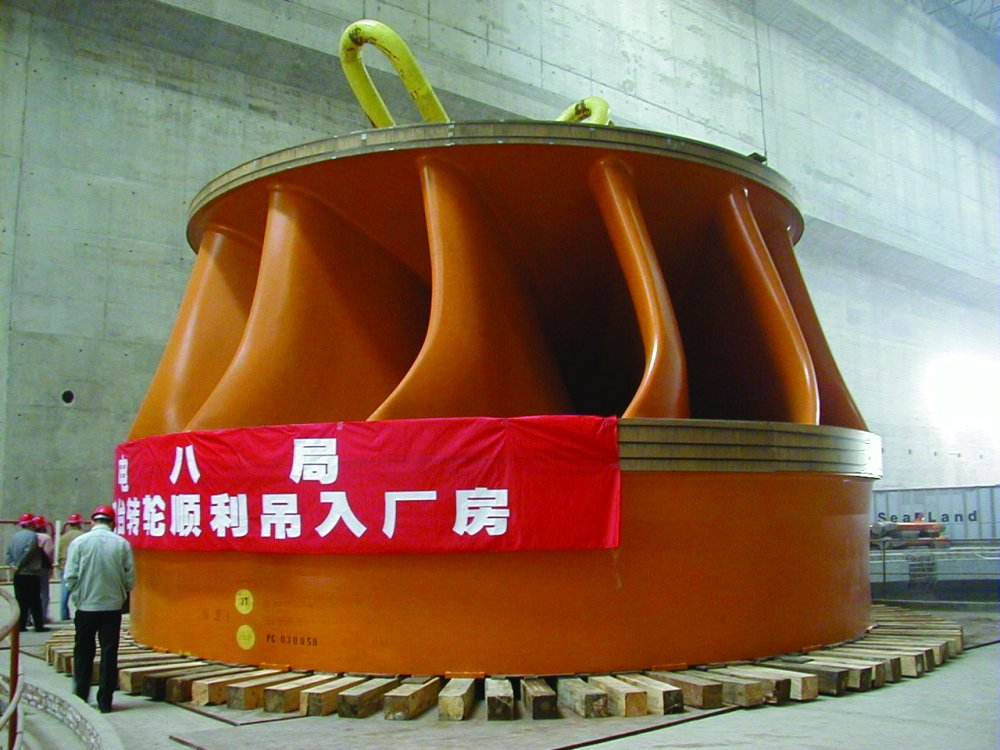
Радиально-осевая турбина основных генераторов ГЭС Три ущелья

Основные генераторы электростанции весят по 6000 т с расчётной мощностью в 700 МВт каждый. Расчётный напор для основных генераторов составляет 80,6 м. Расход воды на каждый генератор варьируется от 600 до 950 м³/с, в зависимости от текущего напора (от 79 до 109 м). Чем больше текущий напор, тем меньший поток воды требуется для достижения расчётной мощности. В генераторах Трёх ущелий используются радиально-осевые турбины (турбины Френсиса). Диаметр турбин составляет от 9,7 до 10,4 м (в зависимости от одного из двух вариантов дизайна), а расчётная скорость вращения — 75 оборотов в минуту. В соответствии с этим, для производства тока на частоте 50 Гц роторы генератора имеют по 80 полюсов. Номинальная мощность генераторов составляет 778 МВт, максимальная — 840 МВт, а коэффициент мощности — 0,9. Генераторы производят электроэнергию при напряжении в 20 кВ. Затем генерируемое напряжение повышается трансформаторами до 500 кВ и далее передаётся в сеть на частоте 50 Гц. Наружный диаметр статора составляет от 21,4 до 20,9 м, внутренний — от 18,5 до 18,8 м, высота — 3—3,1 м. Подобные размеры делают эти генераторы самыми большими в своем роде. Опорная нагрузка генераторов составляет 5050—5500 т, средняя эффективность — 94 % с достигаемым максимумом в 96,5 %.
Генераторы были изготовлены по двум вариантам дизайна двумя совместными группами предприятий: одна из них — Alstom, ABB Group, Kvaerner и китайская компания «Haerbin Motor»; другая — Voith, General Electric, Siemens и китайская компания «Oriental Motor». Соглашение о технологическом сотрудничестве между группами было подписано вместе с контрактом. Большинство генераторов имеет водяное охлаждение. У некоторых более новых моделей — воздушное, которое обладает преимуществом в простоте проектирования, изготовления, и поддержания.

### Выработка электроэнергии

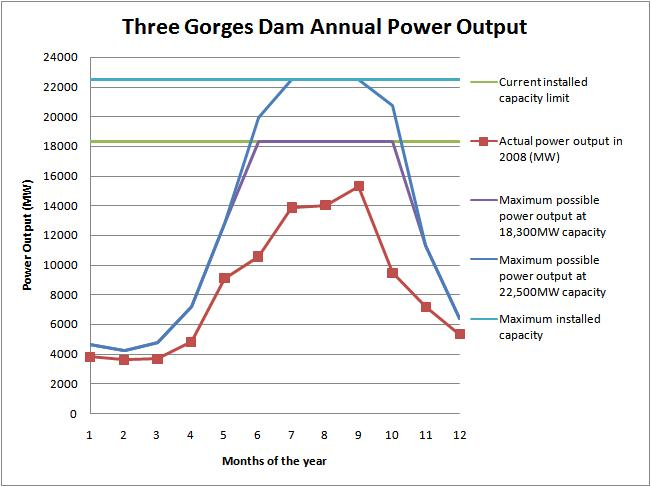
Потенциал выработки электроэнергии ГЭС Три ущелья по месяцам

В июле 2008 года ежемесячное производство электроэнергии ГЭС впервые превысило планку в 10 ТВтч (10,3 ТВт·ч). 30 июня 2009 года, после того как поток Янцзы превысил 24 000 м³/с, все 28 генераторов были включены, производя только 16 100 МВт, потому что установленной мощности генераторов ещё не хватало для сработки увеличенного потока в период паводка. Во время наводнения в августе 2009 года ГЭС впервые, но на короткий период, достигла своего максимального значения выработки в 18 200 МВт .
Во время сухого сезона с ноября по май мощность производства электроэнергии ГЭС ограничена объёмом потока реки, что видно на диаграммах справа. При наличии же достаточного потока, выходная мощность ограничена возможностями генераторов. Максимальные кривые мощности были рассчитаны на основе среднего расхода, при условии, что уровень воды составляет 175 м, а валовая эффективность энергоузла — 90,15 %. Фактическая мощность в 2008 году была получена на основе ежемесячной электроэнергии, отправленной в сеть.
Расчётный максимум уровня воды в 175 м был впервые достигнут 26 октября 2010 года, за этот же год была реализована предполагаемая годовая выработка в 84,7 ТВт·ч. В 2012 году 32 энергоблока ГЭС произвели рекордные для мира 98,1 ТВт·ч электроэнергии, что составило 14 % от выработки всех ГЭС КНР.
К августу 2011 года ГЭС произвела 500 ТВт·ч электроэнергии.
| Год  | Количество энергоблоков | ТВт·ч   |        |
| ---- | ----------------------- | ------- | ------ |
| 2003 | 6                       | 8,607   |        |
| 2004 | 11                      | 39,155  |        |
| 2005 | 14                      | 49,090  |        |
| 2006 | 14                      | 49,250  |        |
| 2007 | 21                      | 61,600  |        |
| 2008 | 26                      | 80,812  | [ 30 ] |
| 2009 | 26                      | 79,470  | [ 31 ] |
| 2010 | 26                      | 84,370  | [ 32 ] |
| 2011 | 29                      | 78,290  | [ 33 ] |
| 2012 | 32                      | 98,100  | [ 34 ] |
| 2013 | 32                      | 83,270  | [ 35 ] |
| 2014 | 32                      | 98,800  | [ 36 ] |
| 2015 | 32                      | 87,000  | [ 37 ] |
| 2016 | 32                      | 93,500  | [ 38 ] |
| 2017 | 32                      | 97,600  | [ 39 ] |
| 2018 | 32                      | 101,600 | [ 40 ] |
| 2019 | 32                      | 96,880  |        |
| 2020 | 32                      | 111,800 |        |
| 2021 | 32                      | 103,649 | [ 41 ] |
| 2022 | 32                      | 78,790  | [ 42 ] |

### Распределение электроэнергии
До июля 2008 года государственные компании State Grid Corporation of China и China Southern Power Grid платили ГЭС единую ставку в 250 ¥ за МВт·ч ($0,03 за кВт·ч). Сейчас ставка по провинциям варьируется от 228,7 до 401,8 ¥ за МВт·ч. Много платящие потребители, например Шанхай, получают приоритет в распределении электроэнергии.
Для передачи электроэнергии с ГЭС к потребителям было возведено 9484 км высоковольтных сетей линий электропередач, в том числе 6519 км — переменного тока напряжением в 500 кВ и 2965 км — линий постоянного тока напряжением ±500 кВ и выше. Общая установленная мощность трансформаторов на напряжении переменного тока составляет 22,75 ГВ·А, а для системы постоянного тока — 18 ГВт. Всего от ГЭС расходится 15 высоковольтных линий в 10 различных провинций Китая. Строительство всей трансформаторной и транспортной энергосети от ГЭС стоило 34,387 млрд ¥. Её строительство было завершено в декабре 2007 года — на год раньше планировавшегося срока.

## Навигация через плотину

### Шлюзы

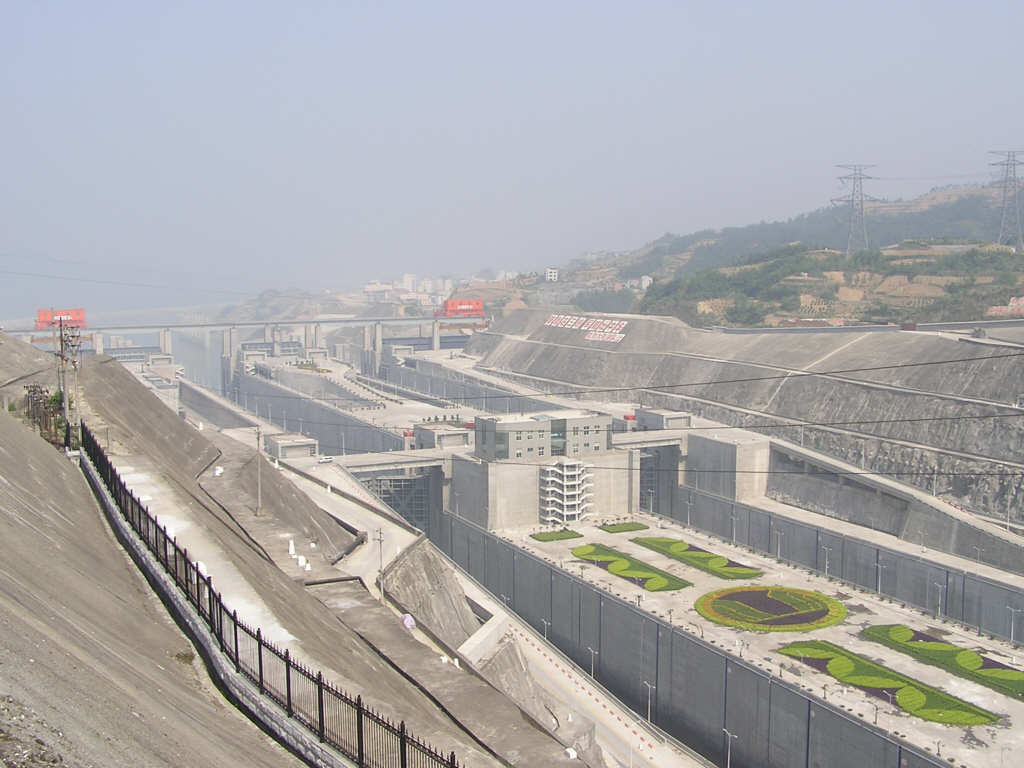
Шлюзы на плотине для прохода речных судов, май 2004

Плотина оснащена двухниточной шлюзовой системой (30°50′12″ с. ш. 111°01′10″ в. д.). Каждая из них состоит из пяти ступеней и имеет время прохождения примерно 4 часа. Шлюзы пропускают суда водоизмещением не более десяти тысяч тонн.
Длина шлюзовых камер — 280 м, ширина — 35 м, глубина — 5 м.
Это на 30 м длиннее, чем на шлюзах морского пути Святого Лаврентия, но уступает по глубине в два раза. До постройки плотины максимальный грузооборот на участке «Три ущелья» составлял 18,0 млн т в год. С 2004 по 2007 годы оборот через шлюзы составил в целом 198 млн т. Возможности реки увеличились в шесть раз, и при этом стоимость транспортировки уменьшилась на 25 %. Предполагается, что пропускная способность шлюзов будет превышать 100 млн т в год, в 2022 году их грузооборот достиг 159,65 млн. т.
Шлюзы представляют собой разновидность бескамерных шлюзов. Затворы представляют собой весьма уязвимую шарнирную конструкцию, их поломка приведёт к нарушению функционирования всей нитки шлюза. Наличие двух ниток, отдельно для подъёма и спуска, обеспечивает более эффективную работу по сравнению с вариантом, когда одна нитка служит попеременно для подъёма и спуска судов.

### Судоподъёмники
В дополнение к шлюзам гидроузел оборудован судоподъёмником для судов водоизмещением до 3000 т (оригинальным проектом предусматривался подъёмник грузоподъёмностью 11 500 т).
Высота подъёма изменяется в зависимости от уровней верхнего и нижнего бьефов, максимальная высота — 113 м, а размер подъёмной камеры — 120×18×3,5 м. После ввода в эксплуатацию судоподъёмник будет перемещать корабли за 30—40 минут, по сравнению с 3—4 часами, если бы они двигались через шлюзы. При его проектировании и строительстве основной сложностью являлась необходимость обеспечить эксплуатацию в условиях значительного изменения уровней воды. Требуется обеспечить работу судоподъёмника в условиях, когда уровень воды может ходить в пределах 12 м с низовой стороны и 30 м — с верховой.
Первые испытания судоподъемника состоялись 15 июля 2016 года, в ходе которых грузовое судно было поднято в верхний бьеф, время подъёма составило 8 минут.
В октябре самый большой в мире судовой лифт при крупнейшей в мире электростанции заработал.

### Рельсовый судоподъёмник
Существуют планы по строительству рельсовых путей для перевозки судов через плотину. Для этого собираются проложить короткие рельсовые пути по обе стороны реки. 88-километровый северный рельсовый участок пройдёт от портовой зоны Тайпинци (Taipingxi) на северной стороне Янцзы, вверх от плотины через железнодорожную станцию Ичан Ист до портовой зоны Байян Тьянцьяхэ в городе Байянь. 95-километровый южный участок пройдёт от Маопиня (с верховой стороны плотины) через железнодорожную станцию Ичан Саут до Чжиценга.
В конце 2012 года начались подготовительные работы по прокладке этих железнодорожных путей.

## Экологические последствия
Учитывая тот факт, что в Китае для выработки 1 кВт·ч электроэнергии сжигается 366 г угля, предполагалось, что ввод в строй электростанции приведёт к сокращению потребления угля на 31 млн т в год, из-за чего в атмосферу не будет выброшено 100 млн т парниковых газов, миллионы тонн пыли, 1 млн т диоксида серы, 370 тыс. т оксида азота и т. д. Также было объявлено, что повышение уровня Янцзы вследствие создания водохранилища позволит проходить по реке гораздо более вместительным судам, что также даст снижение выбросов в атмосферу продуктов сгорания органического топлива.

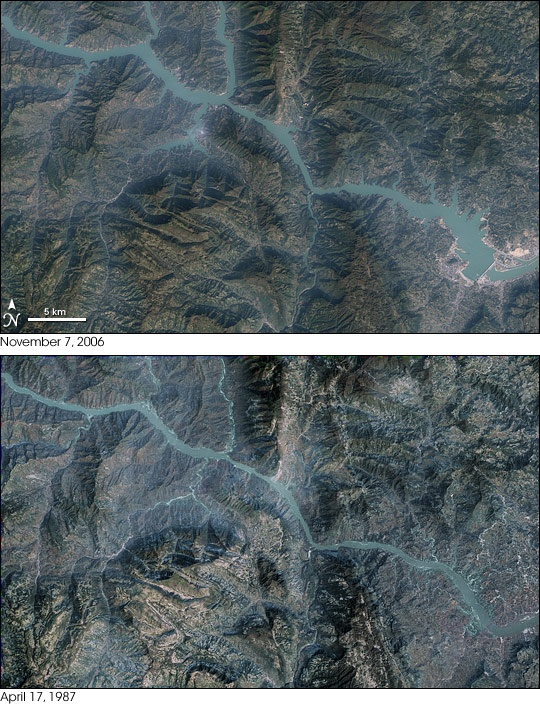
Снимки разных лет: 'после' и 'до'.

Вместе с тем многие учёные указывают и на возможные негативные последствия строительства ГЭС. До строительства плотины Янцзы и её притоки, размывая берега, выносили ежегодно миллионы тонн наносов. Вследствие перекрытия русла это количество существенно сократится, что, как считается, может привести к большей уязвимости нижележащих районов перед наводнениями, а также к изменениям в видовом разнообразии.
Отмечалось, что строительство плотины не может не повредить ряду биологических видов, населяющих реку и прилегающие районы. В частности, существенный ущерб популяции практически исчезнувшего стерха может нанести затопление болотных угодий, где зимует эта редчайшая птица. Ожидается, что изменение температурного и водного режима вследствие возведения «Трёх ущелий» неотвратимо повлияет на ряд видов рыб, обитающих в Янцзы, в частности, семейства осетровых. Что касается китайского речного дельфина, который скорее всего вымер уже к началу строительства ГЭС, считается, что постройка плотины уже окончательно поставит крест на выживании данного вида.
В случае прорыва плотины под угрозой попадания в зону затопления может оказаться около 360 млн человек.
По расчётам НАСА, при образовании водохранилища поднятие 39 млрд т воды на высоту до 175 м от уровня моря увеличило момент инерции Земли и снизило её скорость вращения, увеличив тем самым продолжительность суток на 60 наносекунд, и, соответственно, продолжительность года на 0,000022 секунды (22 микросекунды).[значимость факта?]

## Хронология строительства
- 1992 год — начало работ по сооружению ГЭС;
- 14 декабря 1994 года — начало строительства плотины;
- 1997 год — укладка первых слоев бетона;
- 8 ноября 1997 года — перекрытие Янцзы;
- 2003 год — пуск первых гидроагрегатов (10 июня — первый гидрогенератор[15]);
- сентябрь 2005 года — ввод в строй левого здания ГЭС; станция достигла мощности 9,8 ГВт;
- 20 мая 2006 года — закончено строительство плотины;
- 7 декабря 2007 года — ввод в действие 20-го гидроагрегата, мощность станции достигла 14,1 ГВт[66][67];
- август 2008 года — окончание строительства приплотинного здания ГЭС, с введением 26-го агрегата станция достигла мощности 18,2 ГВт[25];
- 29 октября 2008 — запущены все 26 гидрогенераторов основных зданий[15];
- 2011 год — ввод в строй подземного здания ГЭС и окончание строительства судоподъёмников;
- 4 июля 2012 года — официально объявлено о полном завершении строительства и вводе в эксплуатацию последнего 32-го энергоблока.
- октябрь 2016 года — запуск в эксплуатацию судоподъёмника.

## Галерея

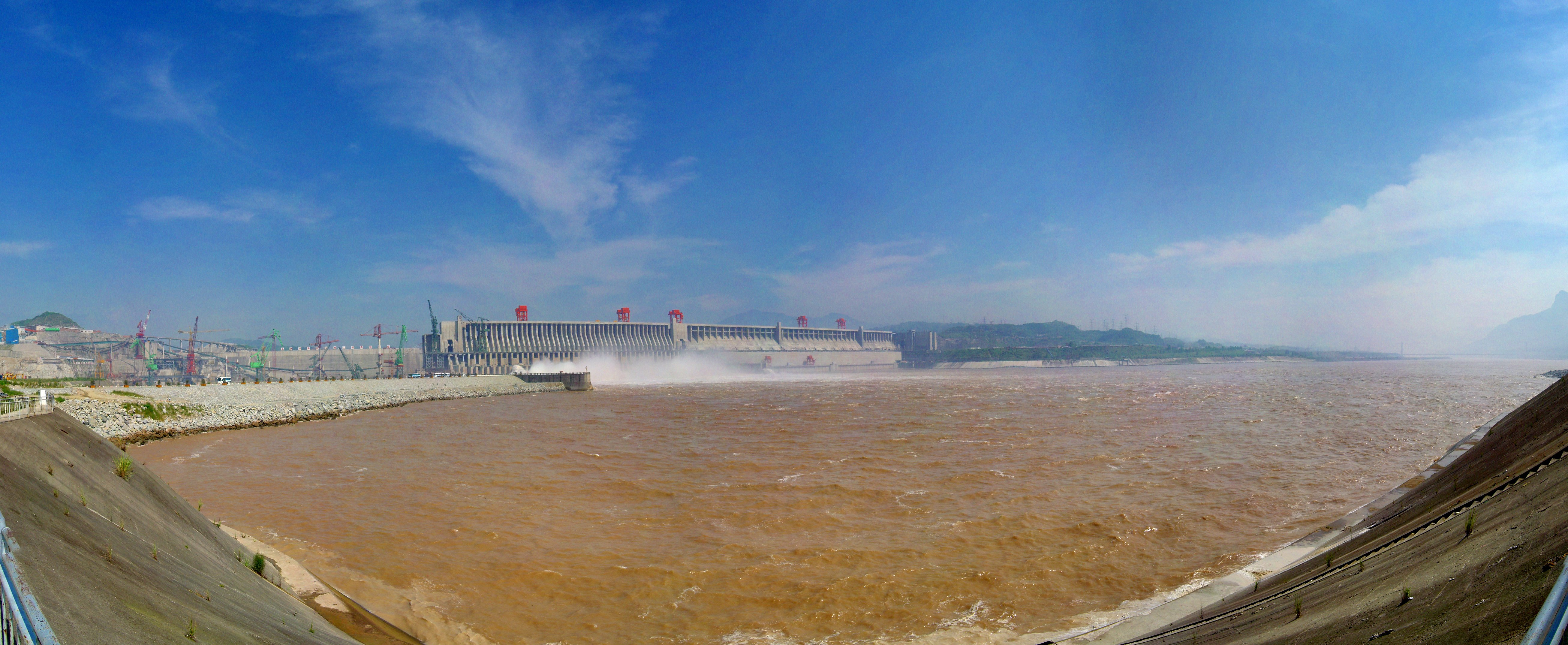
«Санься»
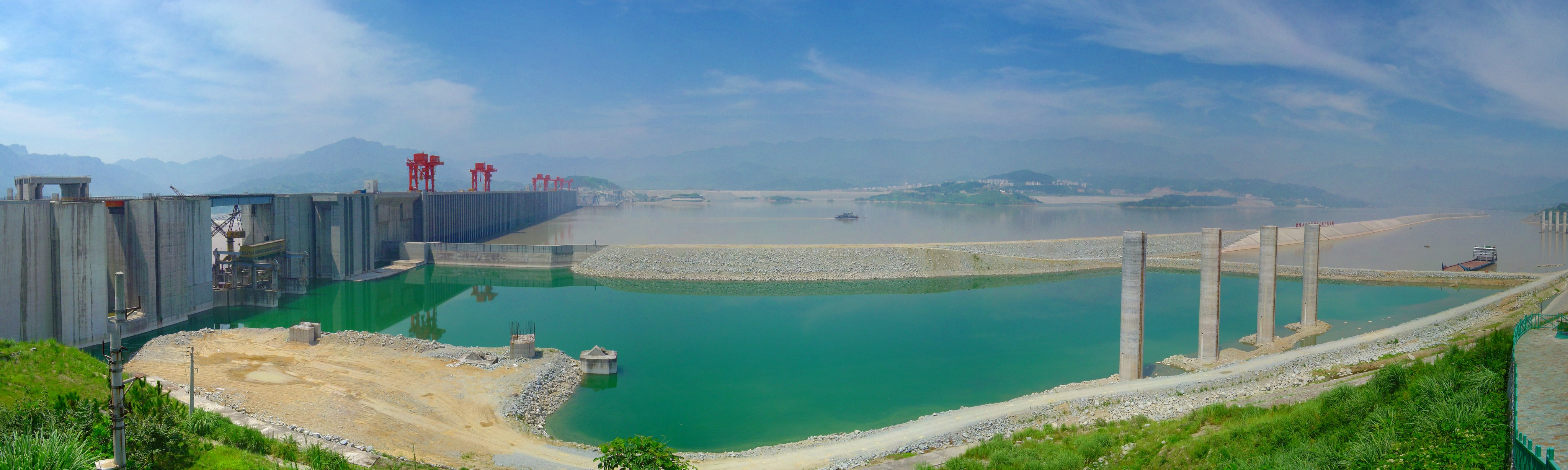
Водохранилище
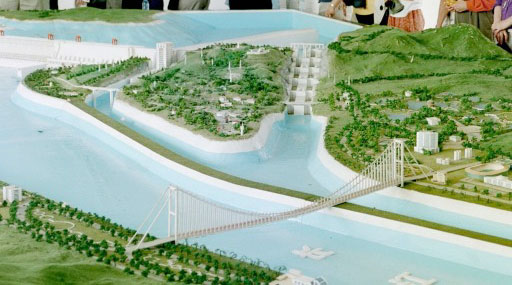
Макет части сооружений «Санься»